# Фёдоровка 2-я (Никифоровский район)
Фёдоровка 2-я — упраздненная деревня в Никифоровском районе Тамбовской области России. Входит в состав Екатерининского сельсовета. Исключена из учётных данных в 2017 году.

## География
Деревня находилась на западе центральной части Тамбовской области, в лесостепной зоне, на левом берегу реки Польной Воронеж, на расстоянии примерно 25 километра (по прямой) к северо-востоку от Дмитриевки, административного центра района.

### Климат
Климат умеренно континентальный, относительно сухой, с холодной продолжительной зимой и тёплым летом. Средняя температура воздуха самого холодного месяца (января) — −11,5 — −10,5 °C (абсолютный минимум — −39 °C); самого тёплого месяца (июля) — 19,5 — 20,5 °C (абсолютный максимум — 40 °С). Период с положительной температурой выше 10 °C длится от 141 до 154 дней. Среднегодовое количество атмосферных осадков составляет около 450—500 мм. Продолжительность залегания снежного покрова составляет в среднем 135 дней.

## Население
| 2010 |
| ---- |
| 0    |

### Национальный состав
Согласно результатам переписи 2002 года, в национальной структуре населения русские составляли 75 % из 4 чел.